# Ewaryst Andrzej Kuropatnicki
Treść tego artykułu od 2023-08 może nie być zgodna z zasadami neutralnego punktu widzenia.
Dokładniejsze informacje o tym, co należy poprawić, być może znajdują się w dyskusji tego artykułu.
 Po wyeliminowaniu niedoskonałości należy usunąć szablon [[Szablon:Dopracować|]] z tego artykułu.
Ewaryst Andrzej Kuropatnicki herbu Nieczuja (ur. 26 października 1734 w Obrowcu, zm. 21 lutego 1788 w Tarnowcu) – hrabia, kasztelan buski, bełski, nieprzeciętna osobowość oświecenia: geograf i heraldyk, fundator renowacji kościoła w Lipinkach, mieszkaniec Lipinek, bibliofil, autor książek o Galicji i o uzdrowiskach oraz "Wiersza nad śmiercią Kajetana Sapiehy poległego 23 maja 1771 pod Lanckoroną".
Jego ojcem był Józef Kuropatnicki (zm. 2 stycznia 1742), a matką Teressa Zuzanna Kuropatnicka z Kurdwanowskich (zm. 17 września 1759). Jego pradziadem był Andrzej Michał Kuropatnicki (zm. po 1696), poseł, kasztelan biecki.
W 1753 był komisarzem trybunału skarbowego w Radomiu, w 1755 marszałkiem sejmiku bełskiego, w 1764 posłem województwa bełskiego na sejm elekcyjny itd. 21 października 1764 otrzymał przywilej na nowo utworzoną kasztelanię buską, a 3 października 1766 na kasztelanię bełską.
8 maja 1767 odznaczony przez króla Orderem św. Stanisława, a w 1778 Orderem Orła Białego.
W 1770 w celu ochrony zbiorów przed dewastacją przez wojska rosyjskie, nabył od jezuitów z Krosna znaczną część biblioteki klasztornej, którą ciągle powiększał. Po ojcu odziedziczył dobra tarnowieckie obok Jasła, a w 1777 nabył klucz Lipinki k. Gorlic. Od austriackiego rządu otrzymał tytuł hrabiowski 10 marca 1779. W 1782 został zaliczony w poczet członków honorowych Akademii Krakowskiej i Akademii Zamojskiej.
Zebrał wiele cennych rękopisów oraz czasopisma z lat 1759–1782. Przetłumaczył z niemieckiego "Geografię Królestwa Polskiego i Wielkiego Księstwa Litewskiego" Antoniego Buschinga (Lipsk – Drezno 1768), a samodzielnie opracował "Geografię albo dokładne opisanie Królestw Galicji Lodomerii" (Przemyśl 1786, II wydanie Lwów 1858, Muzeum Okręgowe w Krośnie, PUW Roksana, Krosno 1998, reprint wydania z 1858), pierwszy polski opis geograficzno-statystyczny tych ziem odznaczający się dokładnością informacji. Opracował też herbarz pt. "Wiadomość o klejnocie szlacheckim oraz herbach domów szlacheckich w Koronie Polskiej i Wielkim Księstwie Litewskim" (W. 1789 cz. 1–4, M. Groll).
Utrzymywał fundację szpitala dla ubogich w Jaśle. Był sponsorem budowy i odnowienia kościołów w okolicy. Jego dwór w Tarnowcu był ważnym ośrodkiem życia kulturalnego w Galicji, gdzie wystawiano sztuki teatralne, słuchano występów kapel.
Poślubił Katarzynę Kuropatnicką z Łętowskich, która w 1789 zakupiła cudowną figurkę do kościoła w Tarnowcu. Jej ojcem był Stanisław Łętowski (zm. 1786) podstoli, poseł. 
Miał z nią pięcioro dzieci. Jednak prawie wszystkie zmarły w młodości. Pozostał mu najmłodszy syn Józef i córka Konstancja. 
Kiedy jego najmłodszy syn, Józef Ksawery Kuropatnicki, wyjeżdżał do szkół, ojciec przekazał mu instrukcję wychowawczą pt. "Krótkie napomnienie od kochającego ojca dane ukochanemu synowi... przy odjeździe na nauki do konwiktu rzeszowskiego Scholarum Piarum anno 1776 ". Wydał ją F. Majchrowicz w "Przyjacielu Szkoły" 1923, nr 19-20.
Zmarł 21 lutego 1788 w Tarnowcu i tam został pochowany w kościele parafialnym.